# Arden International
Arden International — международная автогоночная команда, основанная Кристианом Хорнером. Участвует в серии GP2. Штаб-квартира — Банбери, графство Оксфордшир.
Изначально команда была создана для продвижения Хорнера по карьерной лестнице. Благодаря спонсору Виктора Маслова Arden начала показывать хорошие результаты и стала лучшей командой в Международной Формуле-3000, показала миру новые таланты, например: Даррен Мэннинг, Томаш Энге, Бьорн Вирдхайм и Витантонио Льюцци.

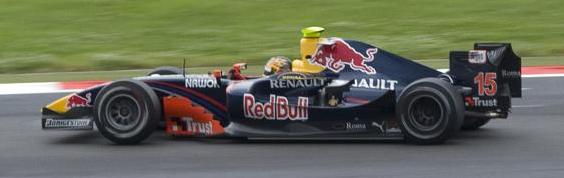
Йелмер Буурман за рулём Arden на этапе в Маньи-Куре сезона 2008 GP2.

Команда получила два чемпионских титула (в 2003 г. с Вирдхаймом и в 2004 г. с Льюцци), набрала 334 очка, выиграла 15 гонок и 20 поулов в Формуле-3000.
В 2005 Arden осталась в этой серии, которая была переименована в GP2, и заработала второе место в командном зачёте вместе с Хейкки Ковалайненом и Николя Лапьером и второе место в личном зачёте для Ковалайнена.
В 2006 Arden продолжила выступать с Лапьером и новичком Михаэлем Аммермюллером (Нил Яни заменил Лапьера, когда он получил травму в Монако). В этом году у Arden очень сильно упали результаты, было заработано всего 57 очков (против 126, заработанных в предыдущем).
На 2007 год Arden подписал контракт с Бруно Сенной, племянником трёхкратного чемпиона Формулы-1 Айртона Сенны и пилота из ЮАР Адриана Цаугга.
В 2008 команда получила название «Trust Team Arden», после появления Голландского титульного спонсора Trust. Были подписаны швейцарский пилот Себастьен Буэми и голландец Елмер Бюрман.
Arden также принимал участие в первом сезоне А1 Гран-при под именем «Команда Великобритании в гонках А1».

## Результаты
| Результаты в GP2 | Результаты в GP2   | Результаты в GP2    | Результаты в GP2 | Результаты в GP2 | Результаты в GP2 | Результаты в GP2 | Результаты в GP2 | Результаты в GP2 |
| Год              | Команда            | Пилоты              | Победы           | Поулы            | Б. круги         | Очки             | ЛЗ               | КЗ               |
| ---------------- | ------------------ | ------------------- | ---------------- | ---------------- | ---------------- | ---------------- | ---------------- | ---------------- |
| 2005             | Dallara-Mecachrome | Хейкки Ковалайнен   | 5                | 4                | 1                | 105              | 2                | 2                |
| 2005             | Dallara-Mecachrome | Николя Лапьер       | 0                | 1                | 1                | 21               | 11               | 2                |
| 2006             | Dallara-Mecachrome | Николя Лапьер       | 0                | 0                | 1                | 32               | 9                | 4                |
| 2006             | Dallara-Mecachrome | Михаэль Аммермюллер | 1                | 0                | 0                | 25               | 11               | 4                |
| 2006             | Dallara-Mecachrome | Нил Яни             | 0                | 0                | 0                | 0                | 25               | 4                |
| 2007             | Dallara-Mecachrome | Бруно Сенна         | 1                | 0                | 0                | 34               | 8                | 7                |
| 2007             | Dallara-Mecachrome | Адриан Цаугг        | 0                | 0                | 0                | 10               | 18               | 7                |
| 2007             | Dallara-Mecachrome | Филипе Альбукерке   | 0                | 0                | 0                | 0                | 32               | 7                |
| 2008             | Dallara-Mecachrome | Себастьен Буэми     | 2                | 0                | 0                | 50               | 6                | 6                |
| 2008             | Dallara-Mecachrome | Йелмер Буурман      | 0                | 0                | 0                | 5                | 20               | 6                |
| 2008             | Dallara-Mecachrome | Лука Филиппи        | 0                | 0                | 0                | 1                | 19               | 6                |

| Результаты в А1 Гран-при | Результаты в А1 Гран-при | Результаты в А1 Гран-при           | Результаты в А1 Гран-при | Результаты в А1 Гран-при | Результаты в А1 Гран-при | Результаты в А1 Гран-при | Результаты в А1 Гран-при |
| Год                      | Болид                    | Команда                            | Победы                   | Поулы                    | Б. круги                 | Очки                     | КЗ                       |
| ------------------------ | ------------------------ | ---------------------------------- | ------------------------ | ------------------------ | ------------------------ | ------------------------ | ------------------------ |
| 2005-06                  | Lola-Zytek               | Команда Великобритании в гонках А1 | 0                        | 1                        | 0                        | 97                       | 3                        |
| 2006-07                  | Lola-Zytek               | Команда Великобритании в гонках А1 | 3                        | 2                        | 2                        | 92                       | 3                        |

| Результаты в Формуле-3000 | Результаты в Формуле-3000 | Результаты в Формуле-3000 | Результаты в Формуле-3000 | Результаты в Формуле-3000 | Результаты в Формуле-3000 | Результаты в Формуле-3000 | Результаты в Формуле-3000 | Результаты в Формуле-3000 |
| Год                       | Болид                     | Пилоты                    | Победы                    | Поулы                     | Б. круги                  | Очки                      | ЛЗ                        | КЗ                        |
| ------------------------- | ------------------------- | ------------------------- | ------------------------- | ------------------------- | ------------------------- | ------------------------- | ------------------------- | ------------------------- |
| 1997                      | Lola-Zytek Judd           | Кристиан Хорнер           | 0                         | 0                         | 0                         | 1                         | 21                        | 16                        |
| 1998                      | Lola-Zytek Judd           | Курт Моллекенс            | 0                         | 0                         | 0                         | 19                        | 6                         | 7 [1]                     |
| 1998                      | Lola-Zytek Judd           | Кристиан Хорнер           | 0                         | 0                         | 0                         | 0                         | НКЛ                       | 7 [1]                     |
| 1999                      | Lola-Zytek                | Марк Гусенс               | 0                         | 0                         | 0                         | 0                         | НКЛ                       | НКЛ ‡                     |
| 1999                      | Lola-Zytek                | Виктор Маслов             | 0                         | 0                         | 0                         | 0                         | НКЛ                       | НКЛ ‡                     |
| 2000                      | Lola-Zytek                | Даррен Мэнинг             | 0                         | 1                         | 1                         | 10                        | 8                         | 8                         |
| 2000                      | Lola-Zytek                | Виктор Маслов             | 0                         | 0                         | 0                         | 0                         | НКЛ                       | 8                         |
| 2001                      | Lola-Zytek                | Даррен Мэнинг             | 0                         | 0                         | 0                         | 9                         | 11                        | 9 †                       |
| 2001                      | Lola-Zytek                | Виктор Маслов             | 0                         | 0                         | 0                         | 0                         | НКЛ                       | 9 †                       |
| 2002                      | Lola-Zytek Judd           | Томаш Энге                | 3                         | 4                         | 5                         | 50                        | 3                         | 1                         |
| 2002                      | Lola-Zytek Judd           | Бьорн Вирдхайм            | 1                         | 1                         | 0                         | 29                        | 4                         | 1                         |
| 2003                      | Lola-Zytek Judd           | Бьорн Вирдхайм            | 3                         | 5                         | 7                         | 78                        | 1st                       | 1                         |
| 2003                      | Lola-Zytek Judd           | Таунсенд Белл             | 0                         | 0                         | 0                         | 17                        | 9                         | 1                         |
| 2004                      | Lola-Zytek Judd           | Витантонио Льюцци         | 7                         | 9                         | 3                         | 86                        | 1                         | 1                         |
| 2004                      | Lola-Zytek Judd           | Роберт Дорнбос            | 1                         | 0                         | 1                         | 44                        | 3                         | 1                         |

| Результаты в Итальянской Ф-3000 | Результаты в Итальянской Ф-3000 | Результаты в Итальянской Ф-3000 | Результаты в Итальянской Ф-3000 | Результаты в Итальянской Ф-3000 | Результаты в Итальянской Ф-3000 | Результаты в Итальянской Ф-3000 | Результаты в Итальянской Ф-3000 | Результаты в Итальянской Ф-3000 |
| Год                             | Болид                           | Пилоты                          | Победы                          | Поулы                           | Б. круги                        | Очки                            | ЛЗ                              | КЗ                              |
| ------------------------------- | ------------------------------- | ------------------------------- | ------------------------------- | ------------------------------- | ------------------------------- | ------------------------------- | ------------------------------- | ------------------------------- |
| 1999                            | Lola T96/50-Zytek               | Виктор Маслов                   | 0                               | 0                               | 0                               | 1                               | 18                              | 11 †                            |
| 2000                            | Lola T96/50-Zytek               | Уоррен Хьюз                     | 2                               | 1                               | 3                               | 37                              | 2                               | 1 †                             |
| 2000                            | Lola T96/50-Zytek               | Даррен Мэнинг                   | 1                               | 1                               | 1                               | 14                              | 6                               | 1 †                             |

- ЛЗ = Личный Зачёт, КЗ = Командный Зачёт.
- † Известна как Arden Team Russia

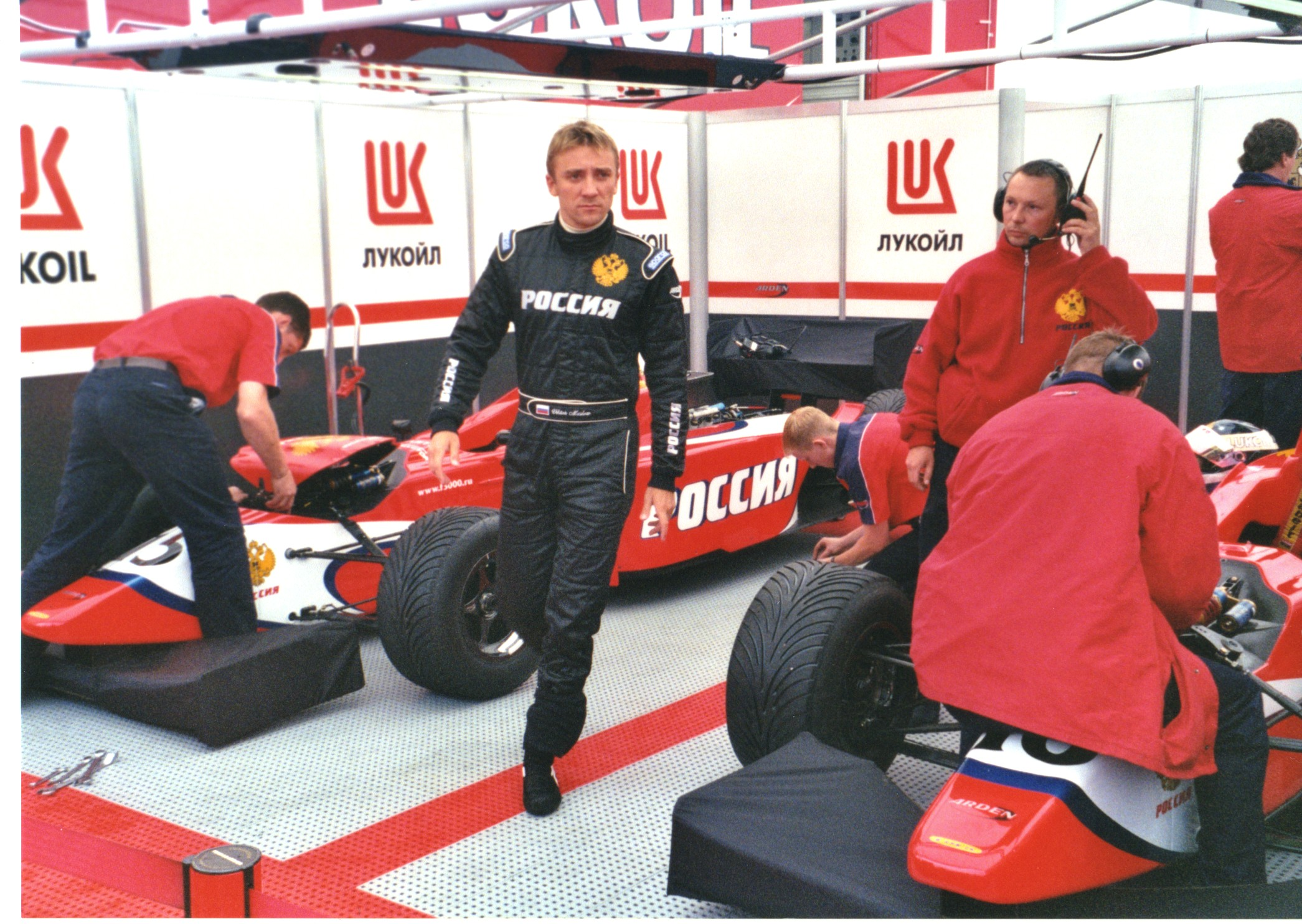
Виктор Маслов в гараже Arden, 2001

- ‡ Известна какs Lukoil Arden Racing
- [1] collaboration with KTR team